# Museo de niños canadienses
El museo de niños canadienses se encuentra en el interior del Museo Canadiense de la Historia, en Gatineau, Quebec. El centro es uno de los museos más populares del país, atrayendo cerca de medio millón de visitantes cada año. Es también el más grande recinto ferial de Canadá (3000 m²), diseñado específicamente para los niños hasta los 14 años. La mayor parte del espacio está dedicado a la exposición permanente del museo, La Gran Aventura. El Museo también presenta un cambio de exhibiciones especiales comisariada internamente o adquiridos de otras instituciones.
Es administrado por la Canadian Museum of Civilization Corporation, una corporación federal que también es responsable del Museo Canadiense de la Civilización, el Canadian War Museum, el Museo Postal de Canadá, y el Museo Virtual de la Nueva Francia.

## Historia
El museo de los Niños abrió sus puertas en 1989, cuando el Museo de la Civilización se trasladó a su actual edificio, en la orilla norte del río Ottawa. El museo se ha ampliado en dos ocasiones desde entonces, por primera vez en 1994 y nuevamente en 2007.
La mayor parte del espacio está dedicada a la exposición permanente del museo La gran aventura (en francés: La Grande Aventure). Esta muestra destinos multiculturales (Nigeria, Japón, India, México, Indonesia) dirigidos a niños de 14 años o menos.